# Anschläge in Wolgograd 2013
Im Zeitraum von Oktober bis Dezember 2013 kam es in der russischen Stadt Wolgograd (Oblast Wolgograd) zu einer Serie mehrerer Selbstmordanschläge, die in Zusammenhang mit den im Februar 2014 stattfindenden Olympischen Winterspielen in Sotschi gebracht werden.
Bei den Attentaten wurden insgesamt 40 Personen getötet und mehr als 120 verletzt.

## Vorgeschichte
Im Juli 2013 veröffentlichte Doku Umarow, selbsternannter „Emir“ des (nicht anerkannten) Kaukasischen Emirats, ein Video mit dem Aufruf, die Olympischen Spiele 2014 „mit allen Mitteln“ zu verhindern. Seine Anhänger sollten dieses Ziel mit „maximaler Gewalt“ durchsetzen.
Umarow, vom Ausschuss des UN-Sicherheitsrats für Aktionen gegen al-Qaida auf die Liste der Terroristen gesetzt, bekannte sich unter anderem zu den Anschlägen auf die Moskauer Metro 2010 sowie zu jenem auf den Flughafen Moskau-Domodedowo 2011.
Für alle drei (im Folgenden geschilderten) Anschläge in Wolgograd machen sowohl ermittelnde Behörden als auch die Regierung Islamisten aus dem Nordkaukasus verantwortlich, auch wenn diese sich bisher (30. Dezember 2013) nicht zu den Anschlägen bekannt haben.

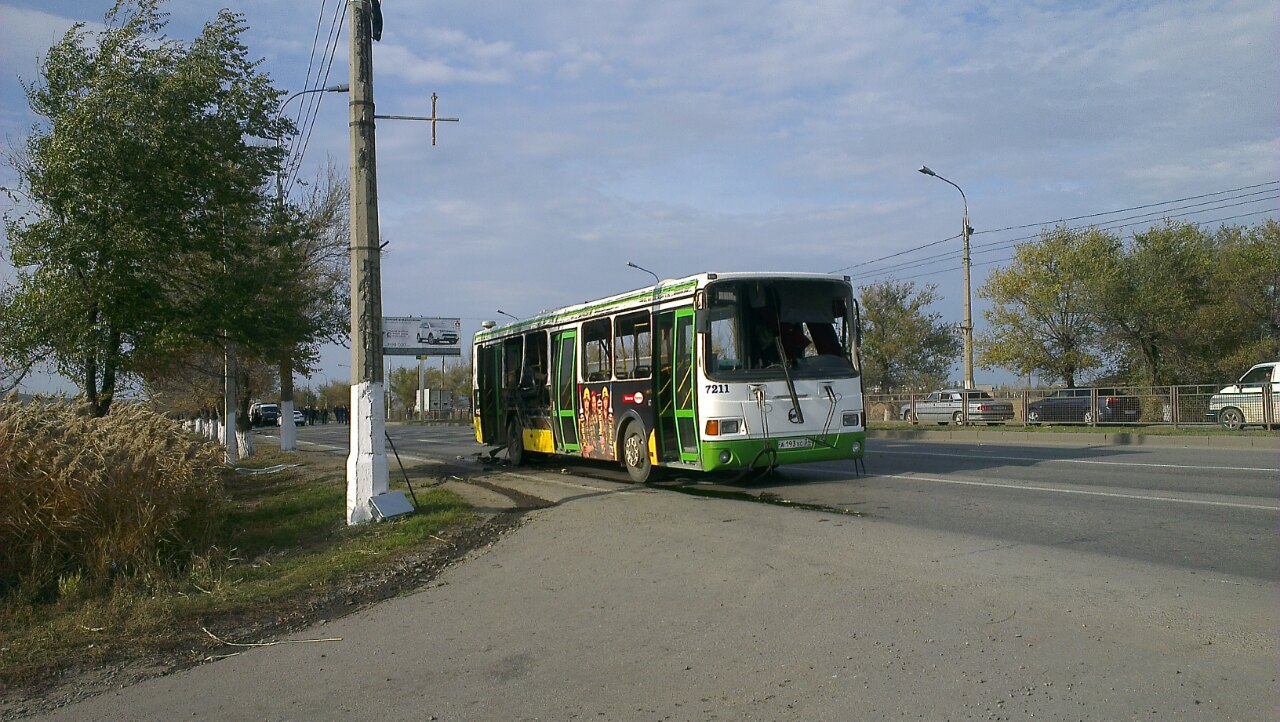
Der durch die Bombe im Oktober zerstörte Linienbus

## Anschlag auf einen Linienbus am 21. Oktober
Am 21. Oktober sprengte sich eine Frau in einem Linienbus in Wolgograd in die Luft und tötete dabei sieben weitere Menschen. 37 wurden verletzt. Laut russischen Behörden handelte es sich bei der Attentäterin um die 30-jährige Naida Assijalowa. Sie wird von den Medien als schwarze Witwe bezeichnet, da sie die Witwe von Dmitri Sokolow, einem Terroristen aus Machatschkala, der Hauptstadt der russischen Teilrepublik Dagestan im Nordkaukasus, war.

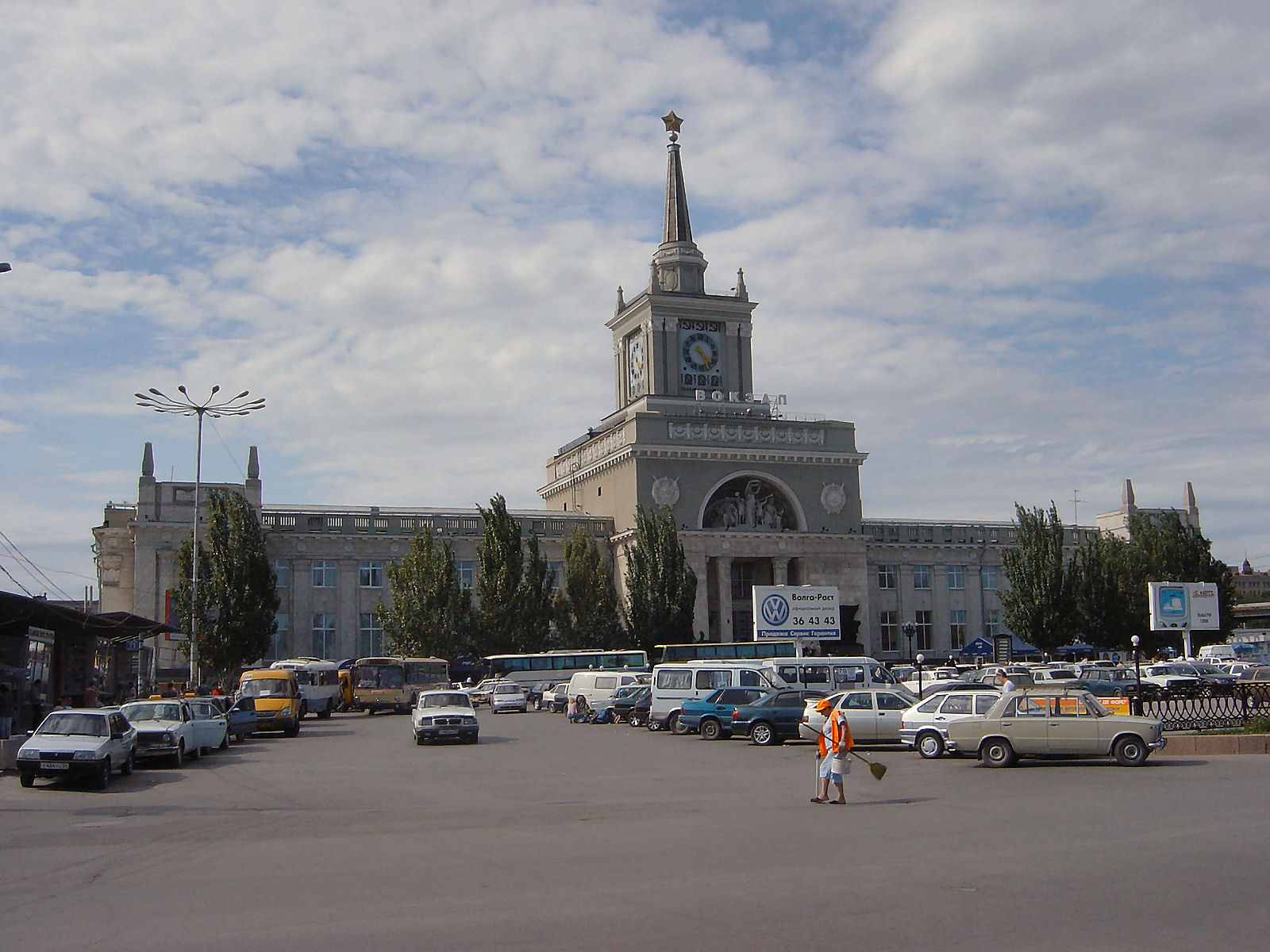
Der Hauptbahnhof von Wolgograd (2005)

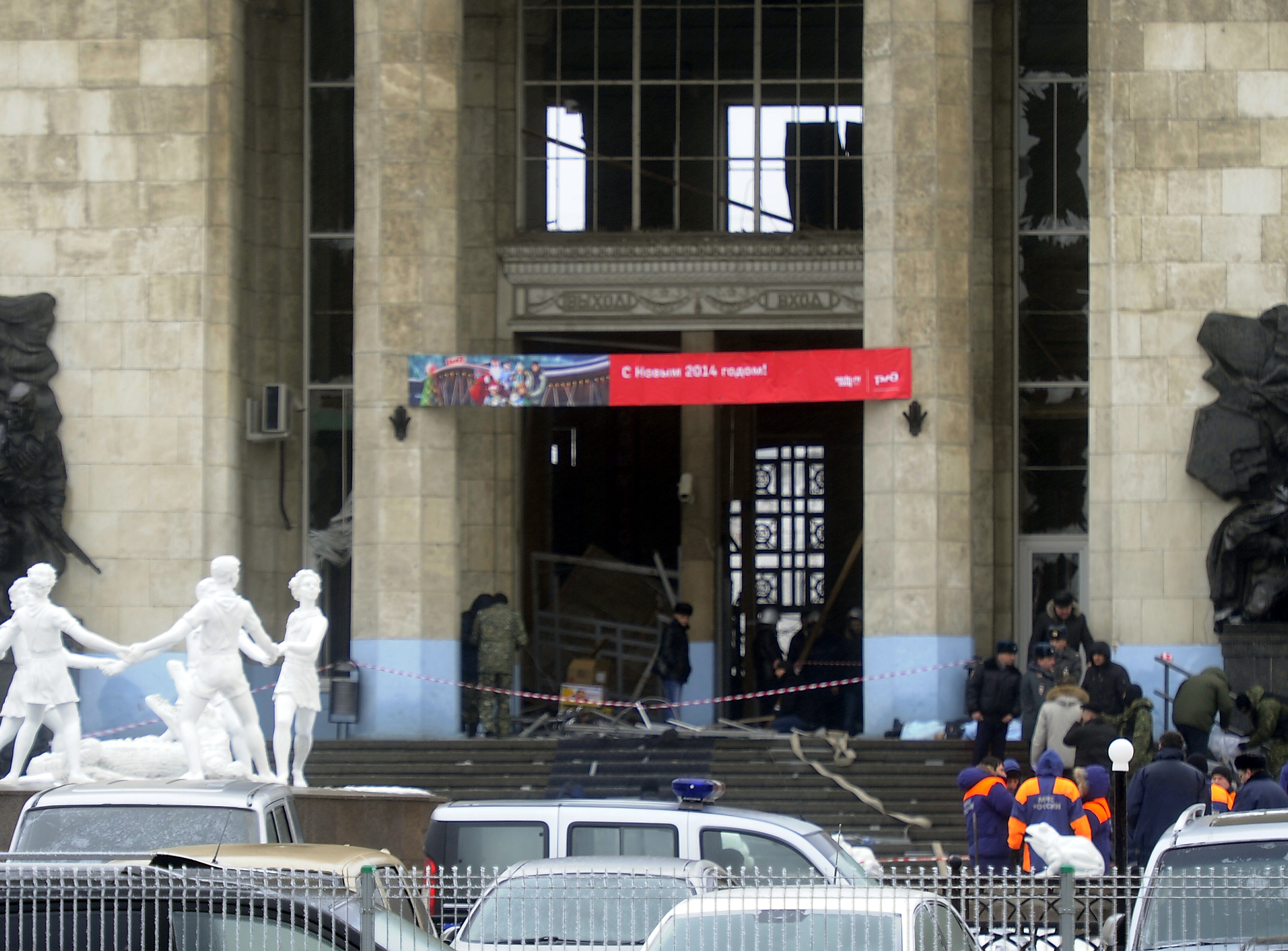
Das Eingangsportal zum Hauptbahnhof nach der Explosion

## Anschlag auf den Bahnhof am 29. Dezember
Am 29. Dezember kam es um 12:45 Uhr Ortszeit (09:45 Uhr MEZ) am Hauptbahnhof von Wolgograd zu einer Explosion, die mindestens 18 Menschen in den Tod riss. 50 weitere wurden verletzt, etwa die Hälfte davon schwer.
Die Sprengkraft der Bombe entsprach laut Ermittlern der von zehn Kilogramm TNT. Die Bombe enthielt Nägel und Schrauben und detonierte nahe dem Eingang zum Bahnhofsgebäude. Der Attentäter, der die Bombe um seinen Körper geschnallt hatte, zündete diese unmittelbar vor dem Passieren eines Metalldetektors, als ein Polizist in seine Richtung schaute, sagen Ermittler. Dieser Umstand soll einigen Menschen das Leben gerettet haben, da sich in der Bahnhofshalle, unweit hinter den Metalldetektoren, zum Zeitpunkt der Explosion mehr Menschen aufhielten.
Augenzeugen berichten, mehrere Menschen im Bahnhof seien von der Wucht der Explosion zurückgeschleudert worden. Beobachter außerhalb des Gebäudes dachten zunächst an einen Flugzeugabsturz.

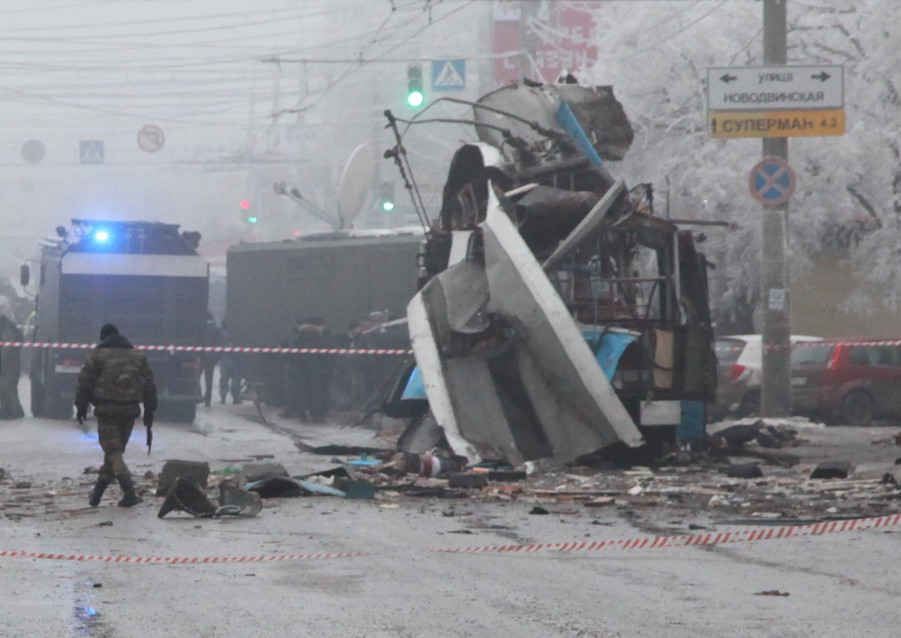
Zerstörter Oberleitungsbus

## Anschlag auf einen Oberleitungsbus am 30. Dezember
Im Morgenverkehr des 30. Dezember kam es zu einer Explosion in einem Oberleitungsbus. Wladimir Markin, Sprecher der ermittelnden Behörden, bestätigte, dass es sich dabei um einen weiteren Selbstmordanschlag handelte.
Ersten Berichten nach zu urteilen wurden dabei mindestens 14 Menschen getötet. Weitere wurden lebensgefährlich oder schwer verletzt. Der Oberleitungsbus befand sich zum Zeitpunkt der Detonation in unmittelbarer Nähe eines Supermarkts.
Die Bombe hatte, wie die Bombe des Anschlags am Bahnhof am Tag davor, ebenfalls eine Wucht von zehn Kilogramm TNT und bestand aus Nägeln und Schrauben, weswegen man von denselben Hintermännern ausgeht.

## Auswirkungen und Reaktionen

### Russland
Die Regierung in Wolgograd sagte am 30. Dezember sämtliche öffentlichen Neujahrsfeierlichkeiten ab und verhängte Trauer bis einschließlich 3. Januar 2014.
Auch einige Städte wie Sankt Petersburg kündigten an, auf größere Neujahrsfeste zu verzichten. Staatliche Fernsehsender strichen mehrere Unterhaltungsshows.
Präsident Wladimir Putin beriet sich in Moskau mit Ministerpräsident Dmitri Medwedew über die Sicherheitslage.
Die Sicherheitsvorkehrungen an Bahnhöfen, Flughäfen und U-Bahnhöfen wurden verstärkt und der Inlandsgeheimdienst FSB beauftragt, gegen die Drahtzieher zu ermitteln.
Das russische Außenministerium machte am 30. Dezember Islamisten für die Anschläge verantwortlich, die „unter der Flagge des Dschihad“ immer neue Kämpfer in einen „Terrorkrieg“ schicken.
Am 1. Januar 2014 besuchte der russische Präsident Putin Wolgograd. Er leitete hier zuerst eine Beratung mit Vertretern lokaler Behörden und dem Chef des Inlandsgeheimdienstes FSB über das weitere Vorgehen im Kampf gegen den Terrorismus. Danach besuchte er den Tatort und im Anschluss daran die Opfer der Anschläge. Diesen sagte er finanzielle Hilfe für sie und die Hinterbliebenen der Opfer zu.

### International
UNO: Der Sicherheitsrat der Vereinten Nationen verurteilte die Anschläge als „abscheuliche und feige Handlungen“. Des Weiteren drückte Generalsekretär Ban Ki-moon Putin am Telefon sein Beileid aus und betonte dabei die Wichtigkeit internationaler Kooperationen in der Bekämpfung des Terrorismus.
 NATO: „Es gibt keine Rechtfertigung für solche barbarischen Angriffe“, sagte Generalsekretär Anders Fogh Rasmussen. „Die NATO und Russland stehen zusammen im Kampf gegen den Terrorismus.“
 IOC: Thomas Bach, Präsident des Internationalen Olympischen Komitees, drückte sein Mitgefühl in einem Brief an Putin aus und erklärte, er sei voller Zuversicht, dass Russland „ungefährliche und sichere Spiele in Sotschi“ garantieren würde.
 Vereinigte Staaten: Die Regierung der USA hat Russland ihre „volle Unterstützung in Sicherheitsvorbereitungen für die Olympischen Spiele in Sotschi angeboten“, sagt Caitlin Hayden, Pressesprecherin des Weißen Hauses, und betonte die „Solidarität mit dem russischen Volk gegen Terrorismus“.
 Chile: Die chilenische Regierung bekräftigte, „dass der Terrorismus in all seinen Formen und Ausprägungen eine der größten Bedrohungen für Frieden und Sicherheit darstellt und dass alle terroristischen Handlungen verbrecherische und nicht zu rechtfertigende Taten sind - was auch immer ihr Grund ist und wer auch immer sie begeht“.
 Kolumbien: Das kolumbianische Ministerium für auswärtige Angelegenheiten verurteile die Terroranschläge und bekundete „sein Beileid an die Familien der Opfer“. Die Regierung Kolumbiens, so wurde mehrfach argumentiert, sei der Auffassung, dass „der Kampf gegen den Terrorismus eine Priorität für alle Staaten sein sollte“.
 Deutschland: Bundeskanzlerin Angela Merkel sprach Putin in einem Brief ihr Mitgefühl aus. Auch Bundespräsident Joachim Gauck betonte in einem Schreiben: „Ich verurteile diese hinterhältigen Akte des Terrorismus und der Zerstörung, die gegen die Menschlichkeit verstoßen. Auch im Namen meiner Landsleute möchte ich Ihnen meine tief empfundene Anteilnahme aussprechen.“